# I Want My Girlfriend Rich
I Want My Girlfriend Rich är det svenska rockbandet Kid Downs andra studioalbum, utgivet 2008 på Burning Heart Records.

## Låtlista
1. "To the Rhythm of a New Drum"
2. "I'm Your Villain"
3. "I'll Do (It for You)"
4. "Break My Back!"
5. "People Say You Find Everything on Wikipedia"
6. "Be Safe"
7. "Honestly?!?!"
8. "Forget"
9. "Between My Hands"
10. "Bottoms Up for Cutie"
11. "My Analog Heart"
12. "I Want to Be a Kid"
13. "Apples and Pills"
14. "The Law of.. (bonuslåt på iTunes-utgåvan)

## Mottagande
I Want My Girlfriend Rich snittar på 2,6/5 på Kritiker.se, baserat på tio recensioner.

### Fotnoter
1. ↑  ”Kid Down”. Svensk mediedatabas. http://smdb.kb.se/catalog/search?q=kid+down+typ%3Afonogram&sort=OLDEST. Läst 1 maj 2012.
2. ↑  ”Kid Down”. Kritiker.se. https://kritiker.se/skivor/kid-down/i-want-my-girlfriend-rich/. Läst 1 maj 2012.